# Patrick Buzás
Patrick Buzás (* 17. Mai 1987 in Augsburg) ist ein deutsch-ungarischer Eishockeyspieler, der zuletzt bis Juli 2022 bei den Löwen Frankfurt aus der DEL2 unter Vertrag gestanden hat.

## Karriere
Der 1,83 m große Stürmer erlernte das Eishockeyspielen beim ESV Pinguine Königsbrunn, ehe er im Jahre 2000 zur Jugend des Augsburger EV wechselte.
Nachdem er für die Juniorenmannschaft Augsburger Jungpanther in der Regionalliga gespielt hatte, lief der Linksschütze in der Saison 2005/06 auch für die Profis, die Augsburger Panther, in der DEL auf. Nach einem Jahr beim Kooperationspartner EV Landsberg in der 2. Bundesliga kehrte Buzás 2006 zu den Panthern zurück, wo er regelmäßig in der höchsten deutschen Eishockeyspielklasse auf dem Eis stand. 2009 wechselte er zum Ligakonkurrenten nach Ingolstadt.
Am 26. Juli 2009 wurde Patrick Buzás bei einem Autounfall in Augsburg schwer verletzt, woraufhin er sich einer Operation an den Halswirbeln unterziehen musste. Nach langwierigen Reha-Maßnahmen bestritt er zu Beginn der Saison 2010/11 sein erstes DEL-Spiel für den ERC Ingolstadt.
Am 22. März 2012 gab er seinen Wechsel zu den Nürnberg Ice Tigers zur Saison 2012/13 bekannt und spielte dort letztlich sechs Jahre. Zur Saison 2018/19 wechselte Buzás zum Liga-Rivalen Düsseldorfer EG und stand dort bis zum Ende der Saison 2020/21 unter Vertrag. Im Juli 2021 wurde er von den Löwen Frankfurt aus der DEL2 verpflichtet, aufgrund von Vertragsstreitigkeiten absolvierte er jedoch keine Partie für den späteren DEL-Aufsteiger.

### International
Für die deutsche Nationalmannschaft bestritt Patrick Buzás bisher zwölf Spiele (zwei Vorlagen), außerdem nahm er mit der U20-Nationalmannschaft an der U20-Junioren-Weltmeisterschaft 2007 teil.

### Inlinehockey
Neben seiner Karriere im Eishockey spielte Buzás auch erfolgreich national und international im Inlinehockey.

## Karrierestatistik
(Legende zur Spielerstatistik: Sp oder GP = absolvierte Spiele; T oder G = erzielte Tore; V oder A = erzielte Assists; Pkt oder Pts = erzielte Scorerpunkte; SM oder PIM = erhaltene Strafminuten; +/− = Plus/Minus-Bilanz; PP = erzielte Überzahltore; SH = erzielte Unterzahltore; GW = erzielte Siegtore; 1 Play-downs/Relegation; Kursiv: Statistik nicht vollständig)